# Промышленность
Промы́шленность (от рус. промышлять, промысел) — совокупность предприятий (рудников, шахт, электростанций, заводов, комбинатов, фабрик), занятых добычей сырья и топлива; производством энергии и орудий труда (как для других отраслей народного хозяйства, так и для самой промышленности); обработкой материалов и продуктов, произведённых в промышленности или в сельском хозяйстве; изготовлением потребительских товаров. В трёхсекторной модели экономики обрабатывающая промышленность составляет вторичный сектор экономики. При этом добывающая промышленность входит в первичный сектор экономики.
Промышленность — важнейшая отрасль народного хозяйства, оказывающая решающее воздействие на уровень развития производительных сил общества.
Отраслевая структура промышленности — состав и долевое соотношение различных входящих в промышленность отраслей и видов производства, а также динамика изменения этих долей.

## История развития
Зародилась промышленность в рамках натурального домашнего крестьянского хозяйства. В эпоху первобытнообщинного строя формировались основные отрасли производственной деятельности у большинства народов (земледелие и скотоводство), когда продукты, предназначенные для собственного потребления, изготавливались из сырья, добываемого в этом же хозяйстве. Развитие и направленность домашней промышленности определялись местными условиями и зависели от наличия сырья:
- обработка шкур;
- выделка кожи;
- изготовление войлока;
- различные виды обработки древесной коры и древесины;
- плетение различных изделий (верёвок, сосудов, корзин, сетей);
- прядение;
- ткачество;
- гончарное производство.

Для средневекового хозяйственного режима традиционно соединение крестьянских домашних промыслов с патриархальным (натуральным) земледелием, являющееся составной частью докапиталистического способа производства, в том числе и феодального. При этом изделия покидали пределы крестьянского хозяйства только в виде натурального оброка землевладельцу, а домашняя промышленность постепенно заменялась мелким ручным производством промышленных изделий, однако полностью не вытесняясь последним. Таким образом, ремесло играло важную экономическую роль в государствах эпохи феодализма.
Процесс отделения ремесла от сельского хозяйства способствовал становлению самостоятельной отрасли общественного производства — промышленности. Выделение промышленного производства в особую сферу общественного труда во многих странах связано с торгово-промышленными центрами обширных территорий и формированием феодальных городов.
Зарождение и развитие капитализма способствовало быстрому росту промышленности, а также коренным изменениям в характере промышленного производства. Развитие капиталистической промышленности проходило в три стадии:
- простой капиталистической кооперации — начальная стадия развития капиталистического производства, основана на ручном труде при отсутствии разделения труда на предприятии, то есть форма обобществления труда, при которой капиталистом эксплуатируется значительное число наёмных рабочих, одновременно занятых и выполняющих однородную работу[4];
- мануфактуры (лат. manufactura, от лат. manus — рука и лат. factura — изготовление) — вторая после простой капиталистической кооперации стадия развития — капиталистическое предприятие, основанное на ручной ремесленной технике и разделении труда. Возникла в странах Западной Европы в XIV веке, и как характерная форма капиталистического производства господствовала до последней трети XVIII века. Предшествует крупной машинной индустрии[5];
- крупной машинной индустрии — фабрики (лат. fabrica — мастерская, от лат. faber — мастер) — форма крупного машинного производства, промышленное предприятие по переработке сырья машинным способом. В политико-экономическом смысле данное понятие тождественно русскому «завод». Традиционно фабриками называют предприятия лёгкой и добывающей отраслей промышленности (текстильные, обогатительные, агломерационные и так далее). Появление фабрик явилось результатом промышленного переворота последней трети XVIII века и первой четверти XIX века[6].

Промышленный переворот, произошедший с 60-х годов XVIII до первой четверти XIX веко́в в Великобритании, вызвал переход от мануфактуры к крупной машинной индустрии сначала в самой Великобритании, а затем и в других промышленно развитых странах. Крупная машинная индустрия на рубеже XIX—XX веко́в в ряде государств становится преобладающей формой промышленного производства. Наиболее бурно промышленное производство развивалось в США и Германии, которые к началу XX века по темпам роста и размерам производства промышленной продукции обогнали Великобританию.
В Российской империи промышленный переворот начался в первой половине XIX века и завершился в конце 70-х — начале 80-х годов XIX века. Таким образом, промышленность вступила на путь крупного капиталистического производства в России значительно позже, чем в ряде стран Европы, а затянувшееся господство феодальных отношений тормозило переход от мануфактуры к крупной капиталистической промышленности. Отмена в 1861 году крепостного права способствовала резкому ускорению темпов промышленного развития в стране.

## Классификация
Промышленность состоит из трёх больших групп отраслей:
- Добывающей
- Обрабатывающей
- Электроэнергетики

### Добывающая промышленность
К добывающей промышленности относятся предприятия по добыче горно-химического сырья, руд чёрных и цветных металлов и нерудного сырья для металлургии, неметаллических руд, нефти, газа, угля, торфа, сланцев, соли, нерудных строительных материалов, лёгких природных заполнителей и известняка, а также гидроэлектростанции, водопроводы, предприятия лесоэксплуатации, по лову рыбы и добыче морепродуктов.

### Обрабатывающая промышленность
К обрабатывающей промышленности относятся предприятия машиностроения, предприятия по производству чёрных и цветных металлов, проката, химических и нефтехимических продуктов, машин и оборудования, продуктов деревообработки и целлюлозно-бумажной промышленности, цемента и др. строительных материалов, продуктов лёгкой и пищевой промышленности, местная промышленность, а также предприятия по ремонту промышленных изделий (паровозоремонтная, локомотиворемонтная) и теплоэлектростанции, кинопромышленность (киноиндустрия).

## Отрасли промышленности
Отрасль промышленности — объективно обособившаяся часть промышленности, объединяющая предприятия, производящие однородную, специфическую продукцию, имеющую однотипные технологии и ограниченный круг потребителей.
В ОКОНХ выделялись следующие укрупнённые отрасли промышленности:
- Электроэнергетика
- Топливная промышленность
- Чёрная металлургия
- Цветная металлургия
- Химическая и нефтехимическая промышленность
- Машиностроение и металлообработка
- Лесная, деревообрабатывающая и целлюлозно-бумажная промышленность
- Промышленность строительных материалов
- Стекольная и фарфоро-фаянсовая промышленность
- Лёгкая промышленность
- Пищевая промышленность
- Микробиологическая промышленность
- Мукомольно-крупяная и комбикормовая промышленность
- Медицинская промышленность
- Полиграфическая промышленность

### Электроэнергетика
Эле́ктроэнерге́тика — наиболее важная отрасль энергетики, включающая в себя производство, передачу и сбыт электроэнергии. Преимущества электроэнергетики перед другими видами энергетики: относительная лёгкость передачи на большие расстояния, распределения между потребителями, а также преобразования в другие виды энергии (механическую, тепловую, химическую, световую и другие). Отличительной чертой электрической энергии является практическая одновременность её генерирования и потребления, так как электрический ток распространяется по сетям со скоростью, близкой к скорости света. Федеральный закон «Об электроэнергетике» даёт следующее определение электроэнергетики: «Электроэнергетика — отрасль экономики Российской Федерации, включающая в себя комплекс экономических отношений, возникающих в процессе производства (в том числе производства в режиме комбинированной выработки электрической и тепловой энергии), передачи электрической энергии, оперативно-диспетчерского управления в электроэнергетике, сбыта и потребления электрической энергии с использованием производственных и иных имущественных объектов (в том числе входящих в Единую энергетическую систему России), принадлежащих на праве собственности или на ином предусмотренном федеральными законами основании субъектам электроэнергетики или иным лицам. Электроэнергетика является основой функционирования экономики и жизнеобеспечения».
Определение электроэнергетики в ГОСТ 19431-84:

Электроэнергетика — раздел энергетики, обеспечивающий электрификацию страны на основе рационального расширения производства и использования электрической энергии.

### Топливная промышленность
То́пливная промы́шленность является базой развития российской экономики, инструментом проведения внутренней и внешней политики. Топливная промышленность связана со всей промышленностью страны. На её развитие расходуется более 20 % денежных средств, приходится 30 % основных фондов и 30 % стоимости промышленной продукции России.
То́пливно-энергети́ческий ко́мплекс (ТЭК) — это сложная система, включающая совокупность производств, процессов, материальных устройств по добыче топливно-энергетических ресурсов (ТЭР), их преобразованию, транспортировке, распределению и потреблению как первичных ТЭР, так и преобразованных видов энергоносителей.
В него входят:
- газовая промышленность;
- угольная промышленность;
- нефтяная промышленность.

### Чёрная металлургия
Чёрная металлурги́я служит основой развития машиностроения (одна треть отлитого металла из доменной печи идёт в машиностроение) и строительства (1/4 металла идёт в строительство).
Основным исходным сырьём для получения чёрных металлов являются железная руда, марганец, коксующиеся угли и руды легирующих металлов.
В состав чёрной металлургии входят следующие основные подотрасли:
- добыча и обогащение руд чёрных металлов (железная, хромовая и марганцевая руды);
- добыча и обогащение нерудного сырья для чёрной металлургии (флюсовых известняков, огнеупорных глин и т. п.);
- производство чёрных металлов (чугуна, углеродистой стали, проката, металлических порошков чёрных металлов);
- производство стальных и чугунных труб;
- коксохимическая промышленность (производство кокса, коксового газа и пр.);
- вторичная обработка чёрных металлов (разделка лома и отходов чёрных металлов).

### Цветная металлургия
Цветна́я металлурги́я — отрасль металлургии, которая включает добычу, обогащение руд цветных металлов и выплавку цветных металлов и их сплавов.
По физическим свойствам и назначению цветные металлы условно можно разделить на тяжёлые (медь, свинец, цинк, олово, никель) и лёгкие (алюминий, титан, магний). На основании этого деления различают металлургию лёгких металлов и металлургию тяжёлых металлов.

### Оружестроение
- Оборонное производство

### Химическая и нефтехимическая промышленность
Хими́ческая промы́шленность — отрасль промышленности, включающая производство продукции из углеводородного, минерального и другого сырья путём его химической переработки. Валовой объём производства химической промышленности в мире составляет около 2 триллионов долларов США.
Понятие не́фтехи́мия объединяет несколько взаимосвязанных значений:
- раздел химии, изучающий химизм превращений углеводородов нефти и природного газа в полезные продукты и сырьевые материалы;
- раздел химической технологии (второе название — нефтехимический синтез), описывающий технологические процессы, применяемые в промышленности при переработке нефти и природного газа — ректификация, крекинг, риформинг, алкилирование, изомеризация, коксование, пиролиз, дегидрирование (в том числе окислительное), гидрирование, гидратация, аммонолиз, окисление, нитрование и др.;
- отрасль химической промышленности, включающая производства, общей чертой которых является глубокая химическая переработка углеводородного сырья (фракций нефти, природного и попутного газа).

Объём промышленного производства химической и нефтехимической промышленности России в 2004 году составил 528156 млн рублей.

### Машиностроение и металлообработка
Маши́нострое́ние — отрасль тяжёлой промышленности, производящая всевозможные машины, орудия, приборы, а также предметы потребления и продукцию оборонного назначения. Машиностроение делится на три группы — трудоёмкое, металлоёмкое и наукоёмкое. В свою очередь, эти группы делятся на следующие отраслевые подгруппы: тяжёлое машиностроение, общее машиностроение, среднее машиностроение, точное машиностроение, производство металлических изделий и заготовок, ремонт машин и оборудования.
Мета́ллообрабо́тка — технологический процесс, процесс работы с металлами, в ходе которого изменяется их форма и размеры, деталям придаётся желаемая форма при помощи одного или нескольких методов обработки металла по созданию отдельных частей, сборочных узлов или больших структур (металлоконструкций). Термин охватывает широкий диапазон различных действий от построения больших кораблей и мостов до изготовления мельчайших деталей и ювелирных изделий. Поэтому термин включает в себя широкий диапазон навыков, процессов и инструментов. Надёжность, технология любого производства, любой металлической конструкции зависит от качества выполненной металлообработки, поэтому такое задание необходимо доверять профессионалам, обладающим достаточным опытом и необходимым оборудованием, предназначенным непосредственно для данных видов металлообработки. Металлообработка начала развиваться с обнаружения различных руд, обработки покорных и податливых металлов для производства инструментов и украшений.

### Лесная, деревообрабатывающая и целлюлозно-бумажная промышленность
Лесна́я промы́шленность — совокупность отраслей промышленности, заготавливающих и обрабатывающих древесину. Заготовка древесины в странах и районах с ограниченными запасами лесов обычно проводится предприятиями лесного хозяйства — лесхозами, лесничествами и др. В странах и районах с большими запасами лесов естественного происхождения заготовка древесины, включая сплав, носит характер добывающей промышленности и представляет собой самостоятельную отрасль — лесозаготовительную промышленность.
Все производства по обработке и переработке древесины, вместе взятые, образуют лесообрабатывающую промышленность, в составе которой выделяют следующие виды промышленности:
- деревообрабатывающая промышленность, объединяющая группы предприятий, производящих механическую и частично химико-механическую обработку и переработку древесины;
- Целлюлозно-бумажное производство — технологический процесс, направленный на получение целлюлозы, бумаги, картона и других сопутствующих продуктов конечного или промежуточного передела; гидролизная промышленность и лесохимическая промышленность, производства которых образуются на базе химической переработки древесины и некоторых недревесных продуктов леса.

### Промышленность строительных материалов
Строи́тельные материа́лы — материалы для возведения зданий и сооружений. Наряду со «старыми» традиционными материалами, как древесина и кирпич, с началом промышленной революции появились новые стройматериалы, как бетон, сталь, стекло и пластмасса. В настоящее время широко используют предварительно напряжённый железобетон и металлопластик. Различают:
- Природные каменные материалы;
- Древесные строительные материалы и изделия;
- Безобжиговые искусственные каменные материалы и изделия на основе гидратационных вяжущих веществ;
- Искусственные обжиговые материалы;
- Металлы и металлические изделия;
- Стекло и стеклянные изделия;
- Отделочные материалы;
- Полимерные материалы;
- Теплоизоляционные материалы и изделия из них;
- Гидроизоляционные и кровельные материалы на основе битумов и полимеров;
- Портландцемент;
- Гидратационные (неорганические) вяжущие вещества;
- Коагуляционные (органические) вяжущие материалы.

### Лёгкая промышленность
Лёгкая промышленность — совокупность специализированных отраслей промышленности, производящих главным образом предметы массового потребления из различных видов сырья. Лёгкая промышленность занимает одно из важных мест в производстве валового национального продукта и играет значительную роль в экономике страны. Лёгкая промышленность осуществляет как первичную обработку сырья, так и выпуск готовой продукции. Предприятия лёгкой промышленности производят также продукцию производственно-технического и специального назначения, которая используется в мебельной, авиационной, автомобильной, химической, электротехнической, пищевой и других отраслях промышленности, в сельском хозяйстве, в силовых ведомствах, на транспорте и в здравоохранении. Одной из особенностей лёгкой промышленности является быстрая отдача вложенных средств. Технологические особенности отрасли позволяют осуществлять быструю смену ассортимента выпускаемой продукции при минимуме затрат, что обеспечивает высокую мобильность производства.
Подотрасли лёгкой промышленности:
- Текстильная;
- Швейная;
- Галантерейная;
- Кожевенная;
- Меховая;
- Обувная.

#### Стекольная и фарфорофаянсовая промышленность
Фарфо́рофая́нсовая промы́шленность — отрасль лёгкой промышленности, специализирующаяся на выпуске изделий тонкой керамики: хозяйственного и художественного фарфора, фаянса, полуфарфора и майолики.

### Пищевая промышленность
Пищева́я промы́шленность — совокупность производств пищевых продуктов в готовом виде или в виде полуфабрикатов, а также табачных изделий, мыла и моющих средств. В системе агропромышленного комплекса пищевая промышленность тесно связана с сельским хозяйством как поставщиком сырья и с торговлей. Часть отраслей пищевой промышленности тяготеет к сырьевым районам, другая часть — к районам потребления.

### Микробиологическая промышленность
Микробиологическая промышленность — промышленная отрасль, которая основана для производства медицинских препаратов, пищевых продуктов, кормовых добавок для животных из различных видов не пищевого сырья (гидролизатов древесины, углеводородов). Микроорганизмы осуществляют превращение одних веществ в другие путём ферментации.

### Медицинская промышленность
Медицинская промышленность — промышленность, производящая лекарственные средства и медицинскую технику (в том числе имплантируемых в организм человека) для лечебно-профилактических учреждений здравоохранения и для нужд населения.

Включает три отрасли:
- химико-фармацевтическая промышленность (предприятия по производству синтетических лекарственных средств, медикаментов из растительного сырья, витаминов, эндокринных препаратов из животного сырья, антибиотиков, кровезаменителей, бактерийных медицинских препаратов, перевязочных материалов и других лечебно-профилактических средств);
- медико-инструментальная промышленность (предприятия по производству медицинских инструментов, аппаратов и оборудования, применяемых в медицинской практике);
- производство медицинских изделий из стекла, фарфора и пластических масс (предприятия, вырабатывающие аптечную посуду, искусственные зубы, зубоврачебные и протезные материалы).

### Полиграфическая промышленность
В ОКОНХ, по аналогии с собирательными отраслями народного хозяйства, были выделены собирательные отрасли промышленности: добывающая промышленность, промышленность строительных конструкций, деталей и материалов, тарное хозяйство.
Для любого государства является важным определение приоритетных отраслей промышленности и определение, и перепрофилирование не перспективных отраслей на производство востребованной и технологичной продукции.